# 薩尼賽德 (加利福尼亞州弗雷斯諾縣)
薩尼賽德（英語：Sunnyside）是位於美國加利福尼亞州弗雷斯諾縣的一個人口普查指定地區。

## 地理
薩尼賽德的座標為36°44′57″N 119°41′58″W / 36.74917°N 119.69944°W，而該地最高點為海拔高度100米（即328英尺）。

## 人口
根據2010年美國人口普查的數據，薩尼賽德的面積為5.005平方千米，當中陸地面積為5.004平方千米，而水域面積為0.000平方千米。當地共有人口4235人，而人口密度為每平方千米846人。